# Unsko-sanský kanton
Unsko-sanský kanton je jeden z deseti kantonů Federace Bosny a Hercegoviny v Bosně a Hercegovině. Jeho hlavním městem je Bihać.

## Charakter kantonu
Kanton leží v severozápadním cípu země, ale zasahuje také hodně do vnitrozemí Bosny a Hercegoviny. Na severu a na západě hraničí s Chorvatskem, na jihu s kantonem 10 a na východně s Regionem Banja Luka. Svůj název má podle dvou řek - Uny, která protéká také Bihaćem a je větší, a Sany, která se do Uny vlévá v Bosanski Novim. Většina jeho území je hornatá (vyplňuje ho pohoří Grmeč). Obyvatelstvo tvoří hlavně Chorvati, ale i Bosňáci. V hospodářství kantonu má dominantní postavení hlavní město Bihać. To ja také napojeno na železnici, vedoucí z města Bosanski Novi do Kninu v Chorvatsku. Hlavní silniční tah kopíruje ten železniční, jsou zde ale také silnice vedoucí do vnitrozemí Bosny.

## Města kantonu
Počet obyvatel v roce 2007
- Bihać (61 035)
- Bosanska Krupa (28 241)
- Bosanski Petrovac (7 907)
- Bužim (17 777)
- Cazin (62 012)
- Ključ (19 923)
- Sanski Most (44 859)
- Velika Kladuša (46 124)

## Obyvatelstvo

### 1991
Při sčítání lidu v roce 1991 měl Unsko-sanský kanton 330 479 obyvatel, včetně:
- 241 511 (73,08%) Muslimů
- 67 351 (20,38%) Srbů
- 8 766 (2,653%) Chorvatů
- 12 851 (3,887%) ostatních

### Sčítání 2013[1]
| Opčina/Město      | Národnost | Národnost | Národnost | Národnost | Národnost | Národnost | Celkem  |
| Opčina/Město      | Bosňáci   | %         | Chorvati  | %         | Srbové    | %         | Celkem  |
| ----------------- | --------- | --------- | --------- | --------- | --------- | --------- | ------- |
| Bihać             | 49 550    | 88,07     | 3265      | 5,80      | 910       | 1,61      | 56 261  |
| Bosanska Krupa    | 23 578    | 92,29     | 66        | 0,25      | 1 260     | 4,93      | 25 545  |
| Bosanski Petrovac | 3 179     | 43,38     | 26        | 0,35      | 3 996     | 54,53     | 7 328   |
| Bužim             | 19 207    | 99,31     | 8         | 0,04      | 1         | 0,005     | 19 340  |
| Cazin             | 63 463    | 95,93     | 320       | 0,48      | 29        | 0,04      | 66 149  |
| Ključ             | 16 130    | 96,33     | 30        | 0,17      | 273       | 1,63      | 16 744  |
| Sanski Most       | 38 344    | 92,45     | 722       | 1,74      | 1837      | 4,42      | 41 475  |
| Velika Kladuša    | 32 561    | 80,55     | 636       | 1,57      | 146       | 0,36      | 40,419  |
| Kanton            | 246 012   | 90,02     | 5 073     | 1,85      | 8 452     | 3,09      | 273 261 |